# Nicky Catsburg
Nicky Catsburg (Amersfoort, 15 febbraio 1988) è un pilota automobilistico olandese, vincitore dell'edizione 2023 della 24 Ore del Nurburgring su Ferrari 296 GT3 e dell'edizione 2023 della 24 Ore di Le Mans nella classe classe LMGTE Am alla guida della Chevrolet Corvette C8.R.
Inoltre nella sua carriera ha vinto anche nel 2010 l'Eurocup Mégane Trophy e nel 2020 con Augusto Farfus l'Intercontinental GT Challenge su BMW M8 GT3. L'anno seguente è arrivato secondo alla 24 Ore di Le Mans.

Nicky Catsburg con la Chevrolet Corvette C8.R durante la 24 Ore di Le Mans 2023

## Risultati

### Risultati 24 Ore di Daytona
| Anno | Team              | Co-Piloti                                | Vettura                     | Classe  | Giri | Pos. | Class Pos. |
| ---- | ----------------- | ---------------------------------------- | --------------------------- | ------- | ---- | ---- | ---------- |
| 2016 | Black Swan Racing | Tim Pappas Patrick Long Andy Pilgrim     | Porsche 911 GT3 R           | GTD     | 703  | 15°  | 2°         |
| 2017 | BMW Team RLL      | John Edwards Martin Tomczyk Kuno Wittmer | BMW M6 GTLM                 | GTLM    | 15   | Rit  | Rit        |
| 2018 | BMW Team RLL      | John Edwards Augusto Farfus Jesse Krohn  | BMW M8 GTE                  | GTLM    | 773  | 18°  | 7°         |
| 2020 | Corvette Racing   | Antonio García Jordan Taylor             | Chevrolet Corvette C8.R     | GTLM    | 758  | 16°  | 4°         |
| 2021 | Corvette Racing   | Antonio García Jordan Taylor             | Chevrolet Corvette C8.R     | GTLM    | 770  | 11°  | 1°         |
| 2022 | Corvette Racing   | Antonio García Jordan Taylor             | Chevrolet Corvette C8.R GTD | GTD Pro | 698  | 29°  | 6°         |

### Risultati 24 Ore di Le Mans
| Anno | Team                      | Co-Piloti                    | Vettura                 | Classe  | Giri | Pos. | Class Pos. |
| ---- | ------------------------- | ---------------------------- | ----------------------- | ------- | ---- | ---- | ---------- |
| 2018 | BMW Team MTEK             | Martin Tomczyk Philipp Eng   | BMW M8 GTE              | GTE Pro | 332  | 33°  | 11°        |
| 2019 | BMW Team MTEK             | Martin Tomczyk Philipp Eng   | BMW M8 GTE              | GTE Pro | 309  | 47°  | 13°        |
| 2021 | Corvette Racing           | Antonio García Jordan Taylor | Chevrolet Corvette C8.R | GTE Pro | 345  | 21°  | 2°         |
| 2022 | Corvette Racing           | Antonio García Jordan Taylor | Chevrolet Corvette C8.R | GTE Pro | 214  | Rit  | Rit        |
| 2023 | Corvette Racing           | Nicolás Varrone Ben Keating  | Chevrolet Corvette C8.R | GTE Am  | 313  | 26°  | 1°         |
| 2024 | CrowdStrike Racing by APR | Colin Braun George Kurtz     | Oreca 07-Gibson         | LMP2    | 149  | Rit  | Rit        |
| 2025 | Algarve Pro Racing        | Alex Quinn George Kurtz      | Oreca 07-Gibson         | LMP2    | 362  | 30°  | 13°        |

### Risultati WEC
| Anno    | Squadra         | Classe  | Vettura                 | SPA | LMS | SIL | FUJ | SHA | SEB | SPA | LMS | Punti | Pos. |
| ------- | --------------- | ------- | ----------------------- | --- | --- | --- | --- | --- | --- | --- | --- | ----- | ---- |
| 2018-19 | BMW Team MTEK   | GTE PRO | BMW M8 GTE              | 8   | 9   | 5   | 7   | 8   | 2   | 9   | 15  | 53    | 14°  |
| Anno    | Squadra         | Classe  | Vettura                 | SEB | ALG | SPA | LMS | MON | FUJ | BHR |     | Punti | Pos. |
| 2023    | Corvette Racing | GTE AM  | Chevrolet Corvette C8.R | 1   | 1   | 2   | 1   | 4   | 2   | 7   |     | 174   | 1°   |
| Legenda |                 |         |                         |     |     |     |     |     |     |     |     |       |      |

### Risultati nel ETCR
| Anno    | Squadra              | Vettura                 | FRA | UNG | SPA | BEL | ITA | GER | Punti | Pos. |
| ------- | -------------------- | ----------------------- | --- | --- | --- | --- | --- | --- | ----- | ---- |
| 2022    | Hyundai Motorsport N | Hyundai Veloster N ETCR |     |     | 8   | 7   | 6   | 10  | 188   | 11°  |
| Legenda |                      |                         |     |     |     |     |     |     |       |      |

## Palmarès
- Eurocup Mégane Trophy 2010
- Intercontinental GT Challenge 2020 con Augusto Farfus
- 24 Ore di Daytona 2021 nella Classe GTLM con Jordan Taylor e Antonio García sulla Chevrolet Corvette C8.R
- 12 Ore di Sebring 2022 nella Classe GTD Pro con Jordan Taylor e Antonio García sulla Chevrolet Corvette C8.R
- 24 Ore del Nurburgring 2023 con Earl Bamber, Felipe-Fernandez Laser e David Pittard sulla Ferrari 296 GT3
- 24 Ore di Le Mans 2023 nella Classe LMGTE Am con Nicolás Varrone e Ben Keating sulla Chevrolet Corvette C8.R
- Campionato del mondo endurance nella Classe LMGTE Am con Nicolás Varrone e Ben Keating sulla Chevrolet Corvette C8.R